# NGC 418
NGC 418 è una galassia a spirale barrata situata nella costellazione dello Scultore.
Fu scoperta il 28 settembre 1834 da John Herschel.